# La Coubre
La Coubre (a vegades anomenat erròniament Le Coubre) va ser un vaixell de vapor d'origen françès amb bandera belga. És conegut per haver estar víctima de sabotatge quan estava amarrat al port de l'Havana el 4 de març de 1960, mentre descarregava armes i municions procedents de Bèlgica. Les dues explosions que va patir La Coubre van provocar aproximadament un centenar de morts i dos-cents ferits. Cuba ho va considerar un acte terrorista organitzat i promogut per la CIA, tot i que això no s'ha pogut demostrar. En cas que fos cert, es tractaria de la primera acció d'aquest tipus portada fins a les últimes conseqüències en contra del govern de Fidel Castro.
La fotografia icònica del Che Guevara titulada Guerrillero heroico es va prendre l'endemà dels fets del La Coubre, en un acte en record de les víctimes de les explosions celebrat a l'Havana.